# Banu Cennetoğlu
Banu Cennetoğlu (* 1970 in Ankara) ist eine türkische Konzept- und Installationskünstlerin.

## Leben und Werk
Banu Cennetoğlu studierte, nachdem sie den Bachelor für Psychologie in Istanbul absolviert hatte, Fotografie in Paris. Ab 1996 lebte sie in New York, bis sie 2002 in das Programm Artist in Residence an der Rijksakademie van beeldende kunsten in Amsterdam aufgenommen wurde. Cennetoğlu betreibt den gemeinnützigen Projektraum BAS im Stadtzentrum von Istanbul, der sich dem Sammeln, Archivieren, Ausstellen und der Veröffentlichung von Künstlerbüchern in limitierter Auflage widmet.
Cennetoğlus Arbeiten wurden auf der documenta 14, (2017), der 10. Gwangju Biennale (2014), der Manifesta 8 in Murcia (2010), der 10. Istanbul Biennale und der ersten Athens Biennale (beide 2007) sowie der 3. und 5. Berlin Biennale (2004, 2008) gezeigt. Eine große Einzelschau wurde für sie 2011 in der Kunsthalle Basel und 2019 im K 21 Kunstsammlung Nordrhein-Westfalen ausgerichtet; sie vertrat die Türkei gemeinsam mit Ahmet Ögüt auf der 53. Biennale di Venezia (2009).